# 線香花火

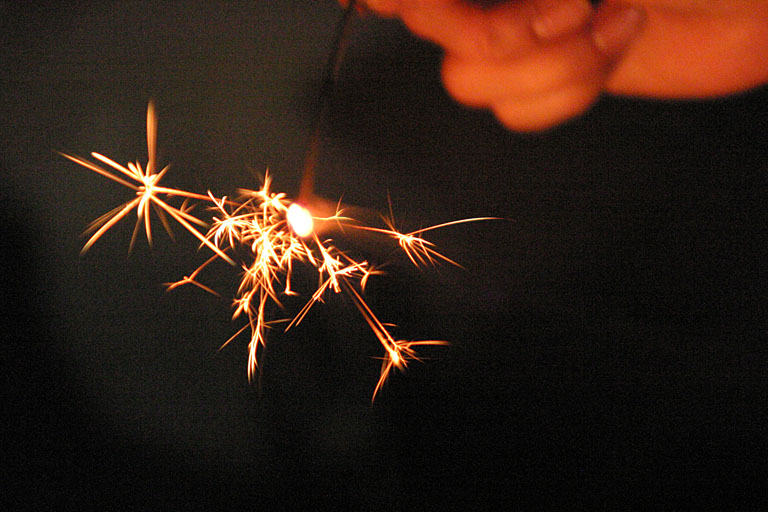
「散り菊」の状態になった線香花火

線香花火（せんこう はなび、転訛：せんこ はなび）は、日本のおもちゃ花火の代表的一種で、手持ち花火の一種。花火線香（はなび せんこう）ともいう。江戸時代前期に開発された。
その名は、ゼラチンで練った黒色火薬を稲藁の先に塗って火をつけ、香炉に線香のように立てて遊んだことに由来するとされる。

## すぼ手と長手
基本構造には「すぼ手（スボ手）」と「長手」とがある。「すぼ手」は西日本に、「長手」は東日本に多い。
すぼ手は、竹ひごや藁でできた柄の先に、黒色火薬がむき出しに付着している。使うときは先を上げる。長手は和紙（こうぞ紙）のこよりの先に、黒色火薬が包み込まれている。使うときは先を下げる。元々、最初に稲作の盛んだった上方ですぼ手が作られ、公家の遊びとして用いられた。公家の間では現代のように手に持つ物ではなく香炉の灰に立てて鑑賞していた。この様子が線香を立てているように見えた事から線香花火と呼ばれるようになった。やがて江戸にも広まったが、江戸では藁が手に入りにくかった。すぼ手が販売されてから数年後、藁の代わりに和紙を使った長手が作られ、今に至る。

## 火薬
黒色火薬は硝石・硫黄・炭素から作るが、線香花火の火薬には、本来は、炭素源として松煙と麻炭を使う。松煙は、樹脂を多く含むマツの切り株を燃やして取る煤である。近年は入手が困難で、代用品を使うものが多い。火薬の使用量は0.06 - 0.08gである（法律では0.5g以下とされているが、実際には0.1g以上だと火力が強すぎて花火の玉が落ちてしまうため線香花火にはならない）。火花を生むための特別な薬品は添加されていない。

## 歴史
江戸時代前期前半、大花火（大規模な打上花火）が流行すると、子供向けの玩具花火（がんぐはなび）の開発も図られ、寛文年間（1661-1673年）に作られ始めた。両国川開き（両国の川開き・納涼祭）の時節などには子供が売り歩いた。
明治時代になって新しい「洋火」花火が登場してからも、安くて安全な手花火として線香花火は親しまれ続けている。
日本国内での生産は永らく日本の職人が担ってきたが、安い中国産が出回るようになって以降、国産品は次第に姿を消していった。1998年（平成10年）に福岡の製造業者が撤退し、この時、日本国内の製造業者はわずかに1社だけという状態に陥った。事ここに到って強い危機感を抱いた老舗花火問屋・山縣商店（東京都台東区に所在）の山縣常浩会長らは、「伝統を消してはならない」と産地に再び生産を呼びかけたところ、これに応じた数社が生産を始めた。日本国内で流通する線香花火のほとんど全てが中国産になってしまったなかから、3年計画で日本産の復活を目指した。その後も安い中国産には太刀打ちできず、国内シェアは数パーセントにすぎない。しかし、日本産は稀少な高級品としてブランド化に成功しており、廉価な中国産とは異なる市場を獲得している。

## 燃え方
線香花火の燃え方には段階があり、それぞれの段階には名前が付けられている。これらは温度変化によって状態が変化する現象である。日本人はこれに人生を重ね合わせてもいる。
- 1. 蕾（つぼみ）

着火すると直径5ミリメートル程度の火球（玉）ができる。炭素の燃焼によって気泡ができては破裂し、再び火球の形に戻るを繰り返すため、火球は震えている。花の蕾に譬えられる。ただし、これを燃焼段階の一つに数えない例が多い。
- 2. 牡丹（ぼたん）

火球内の燃える火薬が温度上昇によって液体状に変わる。火球が破裂した時の表面張力で生じた流れに沿って力強く火花が飛び出す。美しく咲き誇るボタン（牡丹）の花に譬えられる。
- 3. 松葉（まつば）

多くの火花が四方八方に激しく飛び出す。直線的な姿で密集する松葉に譬えられる。
- 4. 柳（やなぎ）

火花の勢いは衰え、火花は細く、やや垂れ下がる。シダレヤナギ（枝垂柳）が特にそうであるように、ヤナギ（柳）は細長い葉がしなだれるように生えるため、その様子と火花の状態を関連付けている。
- 5. 散り菊（ちりぎく）

消える直前。火花が次第に分裂しなくなってゆき、最後には火球が燃え尽きる。最後まで美しく咲きながらも花弁をひとひらずつ落としてゆくキク（菊）の花の散り際に譬えている。
玉は、溶融した硫黄や各種不純物が表面張力で球状になったものである。玉は落ちやすく、落ちてしまったら終わりなので、なるべく動かさないことがコツである。純粋に火花を眺める楽しみ方のほかに、誰が一番長く消さずにいられるかを競ったり、消えるまで玉を落とさずにいられるか挑戦したりする遊び方もある。

## 季語
線香花火（せんこうはなび、歴史的仮名遣：せんかうはなび）は、手花火（てはなび）を親季語とする、夏の季語（晩夏の季語）である。詳しくは「手持ち花火#季語」を参照のこと。

## 転義
日本語では、線香花火の特徴になぞらえて「最初こそ勢いよく華々しいが、すぐに衰えてしまうこと」の譬えに用いられる。
- 用例：線香花火のようなブーム[3]。
- 用例：人気が線香花火に終わる[2]。

## センコウハナビ

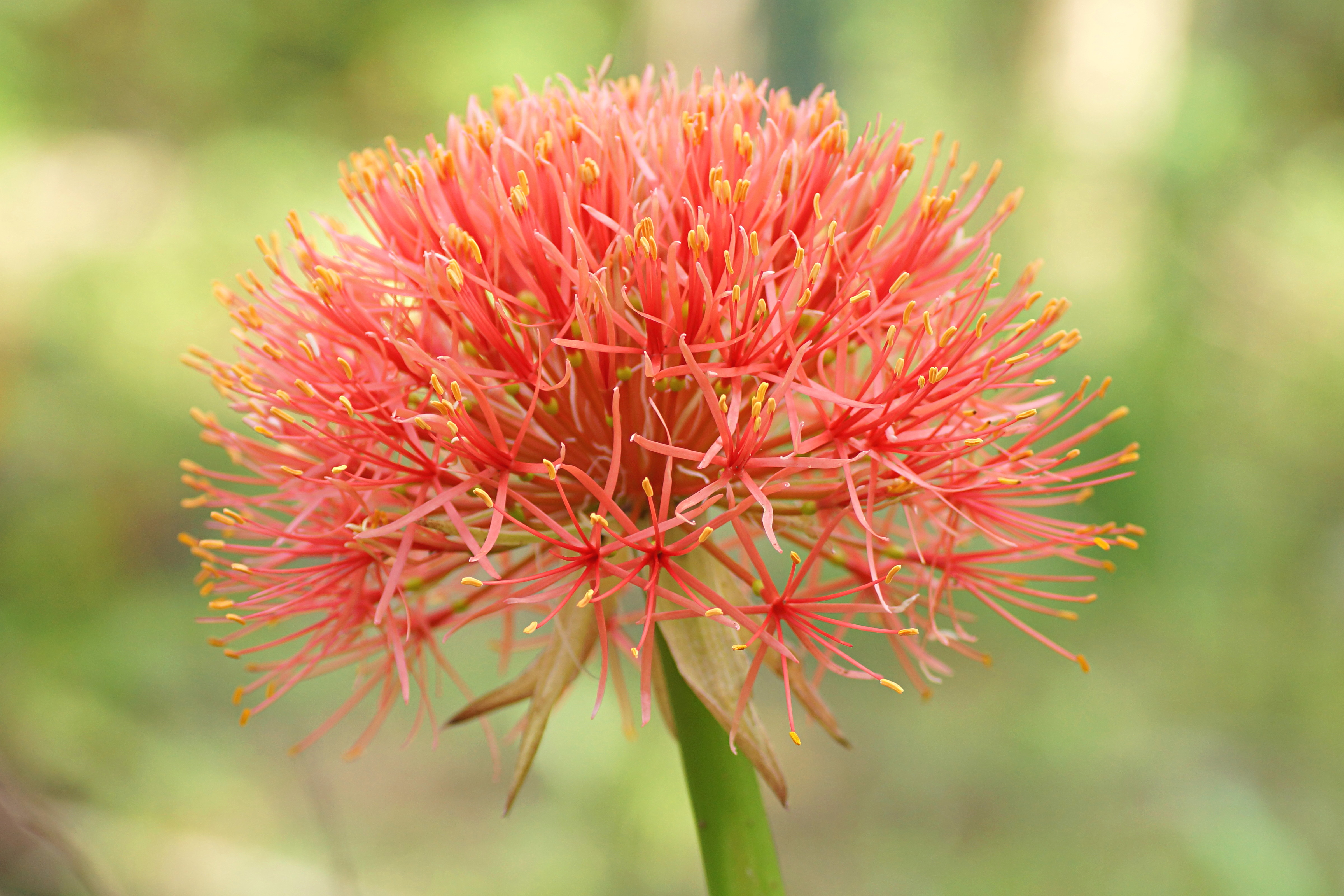
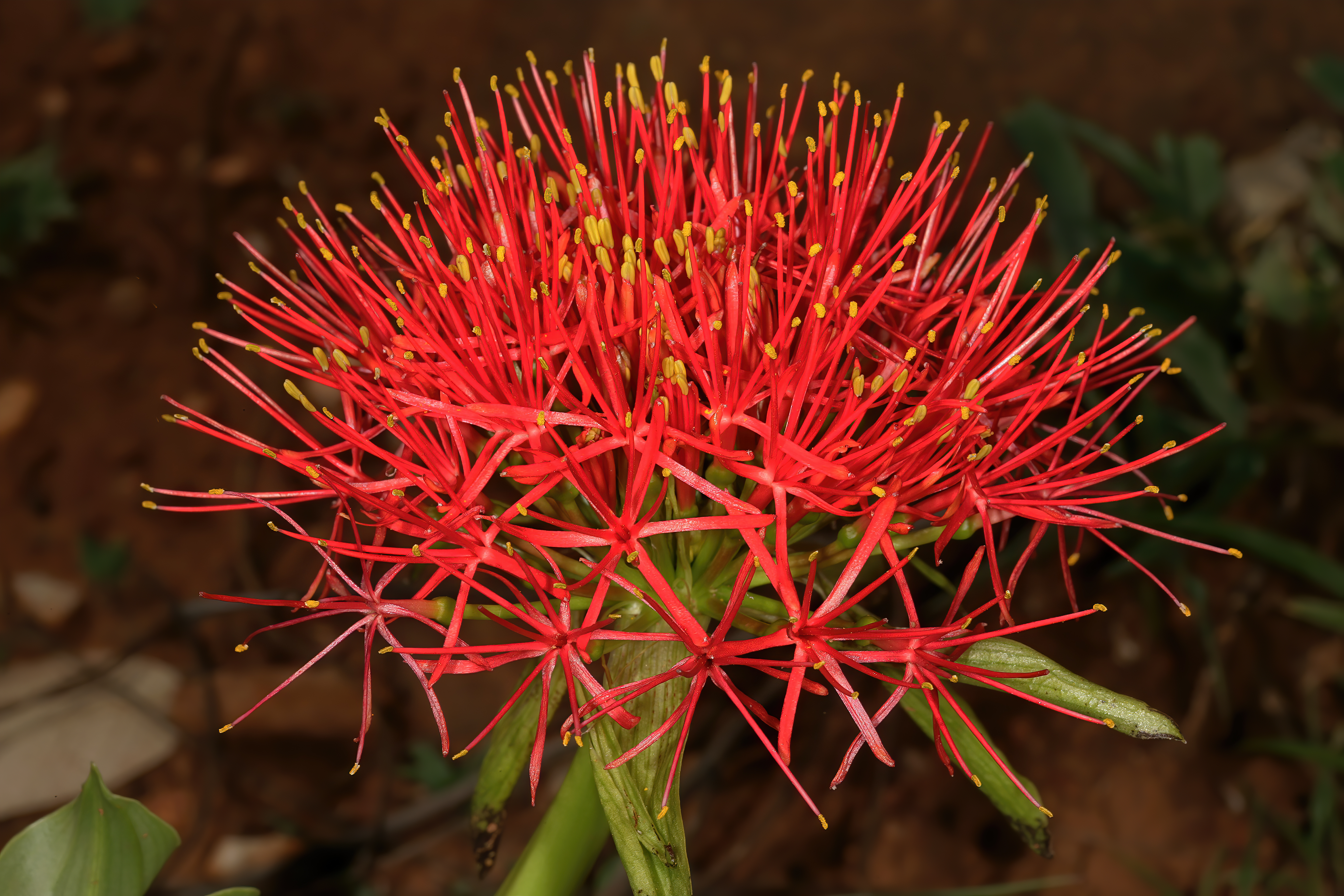
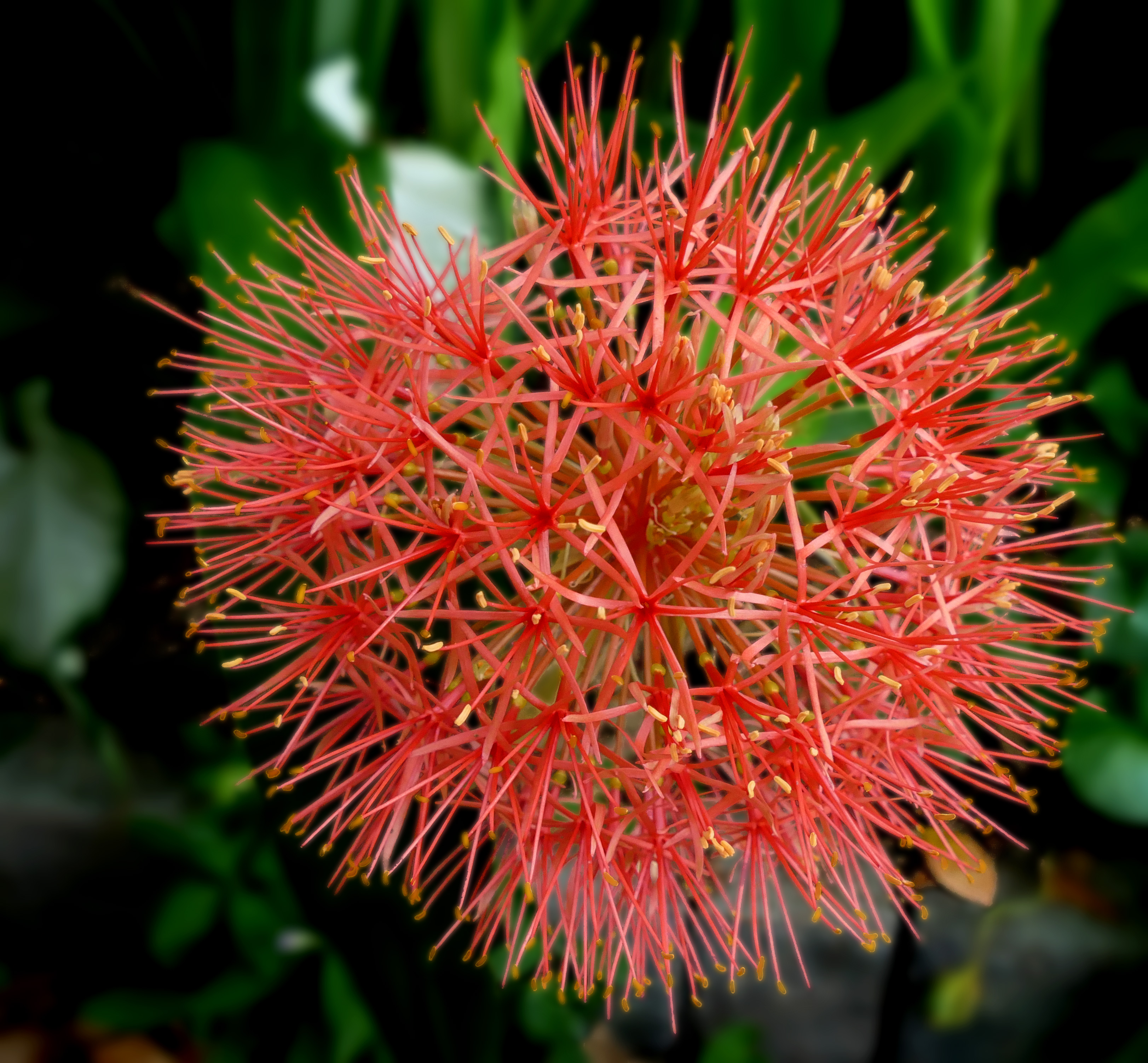
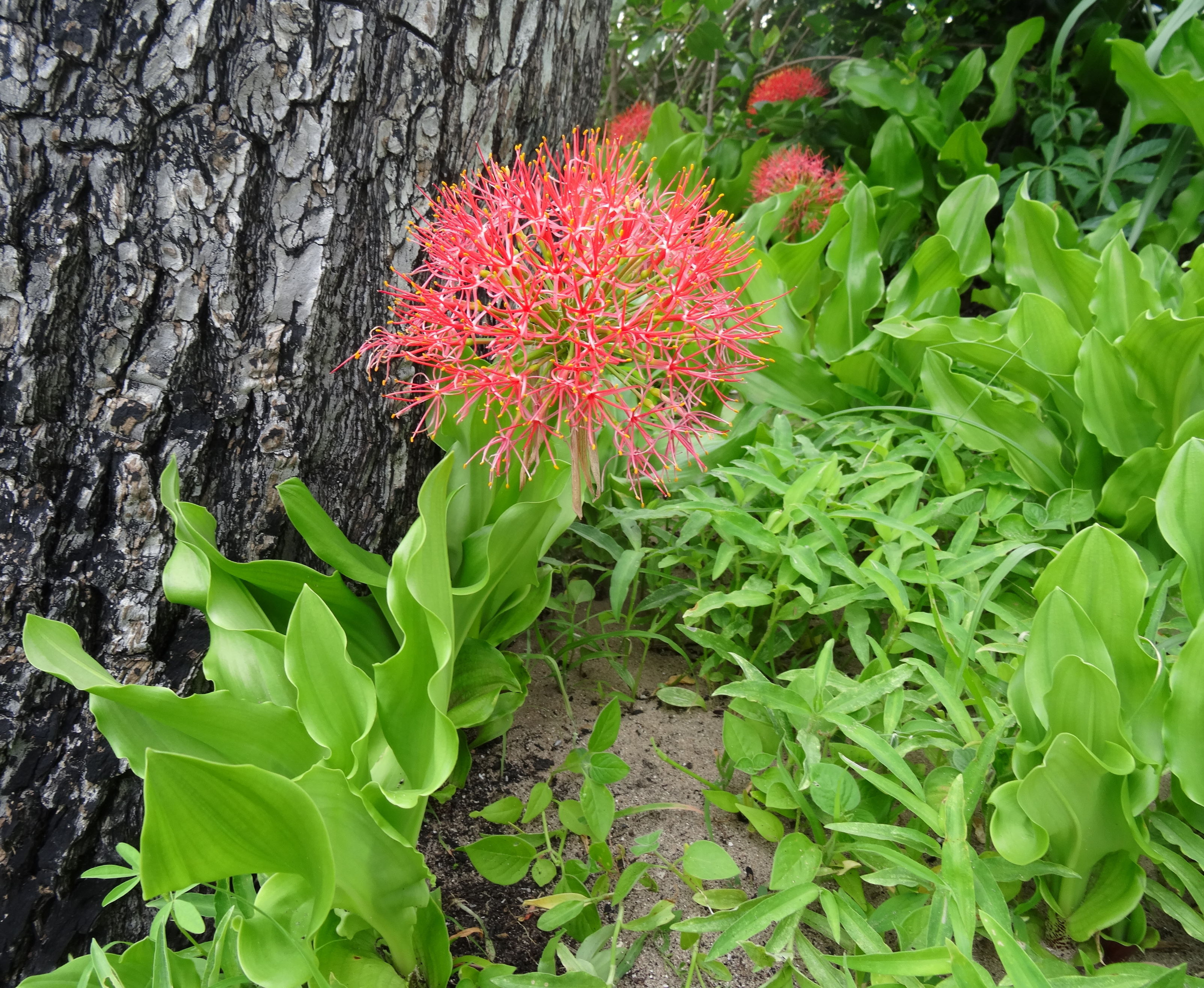

Scadoxus multiflorus（スカドクスス・ムルティフロールス）、シノニム Haemanthus multiflorus（ハエマンサス・ムルティフロールス）は、標準和名を「センコウハナビ（漢字表記：線香花火）」、別名（別の和名）を「フットボールリリー」などという。英語名は blood lily、ball lily、football lily 等々、極めて多い。キジカクシ目ヒガンバナ科ヒガンバナ亜科 (en) スカドクスス属/スカドクサス属 (en) の被子植物。熱帯アフリカ東部地方原産。日本では温室で栽培される。標準和名は、まるで花火のように華々しく赤い花を咲かせることに由来する。花茎約15センチメートル。初夏に球状の散形花序に赤い花を数十から100個もつける。

## 関連作品
中谷宇吉郎の『線香花火』は、1966年（昭和41年）に発表された短編小説。『中谷宇吉郎随筆選集 第一巻』（朝日新聞社）収録。